# Партха Сатпатхі
Партха Сатпатхі (англ. Partha Satpathy) — індійський дипломат. Надзвичайний і Повноважний Посол Індії в Україні (2018—2022).

## Життєпис
1983 року закінчив Швейцарську школу в Бхубанешвар, Орісса, Індія. У 1986 році закінчив Університет в Делі, бакалавр наук (B.Sc.), фізика. У 1988 році закінчив Індійський інститут менеджменту, Ахмедабад, Магістр ділового адміністрування (MBA), Ділове адміністрування та менеджмент.
З 1990 року перебуває на дипломатичній службі в Міністерстві закордонних справ Індії.
До 17 листопада 2011 року перебував на посаді міністра Постійного представництва Індії в Женеві
У 2011—2015 рр. — Надзвичайний та Повноважний посол Індії в Сенегалі, на островах Кабо-Верде, Гвінея-Бісау та Верховний комісар Індії в Гамбії.
У 2015—2018 рр. — державний секретар Міністерства закордонних справ Індії, займався питаннями Латинської Америки та Карибського басейну.
14 серпня 2018 призначений Надзвичайним і Повноважним Послом Індії в Києві (Україна).
23 жовтня 2018 року — вручив копії Вірчих грамот Заступнику Міністра закордонних справ України Сергію Кислиці
27 грудня 2018 року — вручив вірчі грамоти Президенту України Петру Порошенку.